# Kanton Vertus
Vertus is een voormalig kanton van het Franse departement Marne. Het kanton maakte deel uit van het arrondissement Châlons-en-Champagne totdat het op 22 maart 2015 werd opgeheven en de gemeenten werden opgenomen in het op die dag gevormde kanton Vertus-Plaine Champenoise.

## Gemeenten
Het kanton Vertus omvatte de volgende gemeenten:
- Bergères-lès-Vertus
- Chaintrix-Bierges
- Clamanges
- Écury-le-Repos
- Étréchy
- Germinon
- Givry-lès-Loisy
- Loisy-en-Brie
- Pierre-Morains
- Pocancy
- Rouffy
- Saint-Mard-lès-Rouffy
- Soulières
- Trécon
- Val-des-Marais
- Vélye
- Vert-Toulon
- Vertus (hoofdplaats)
- Villeneuve-Renneville-Chevigny
- Villeseneux
- Voipreux
- Vouzy